# イレーネ・フォン・ヘッセン＝ダルムシュタット
イレーネ・フォン・ヘッセン・ウント・バイ・ライン（ドイツ語: Irene von Hessen und bei Rhein, 1866年7月11日 - 1953年11月11日）は、ドイツ諸邦ヘッセン大公国の君侯ヘッセン＝ダルムシュタット家の大公女で、結婚に伴いプロイセン王子妃となった。ロシア皇后アレクサンドラ・フョードロヴナ（アリックス）の三姉で、妹一家処刑後のロマノフ僭称者事件に関する証言者の1人であった。

## 生涯
ヘッセン大公ルートヴィヒ4世とイギリス女王ヴィクトリアの次女アリスの間の第3子・三女。普墺戦争の趨勢が決したケーニヒグレーツの戦いの直後（8日後）に生まれたため、ギリシャ語で「平和」を意味するイレーネという名が付けられ、家族からは「ニン（Nin）」の愛称で呼ばれた。

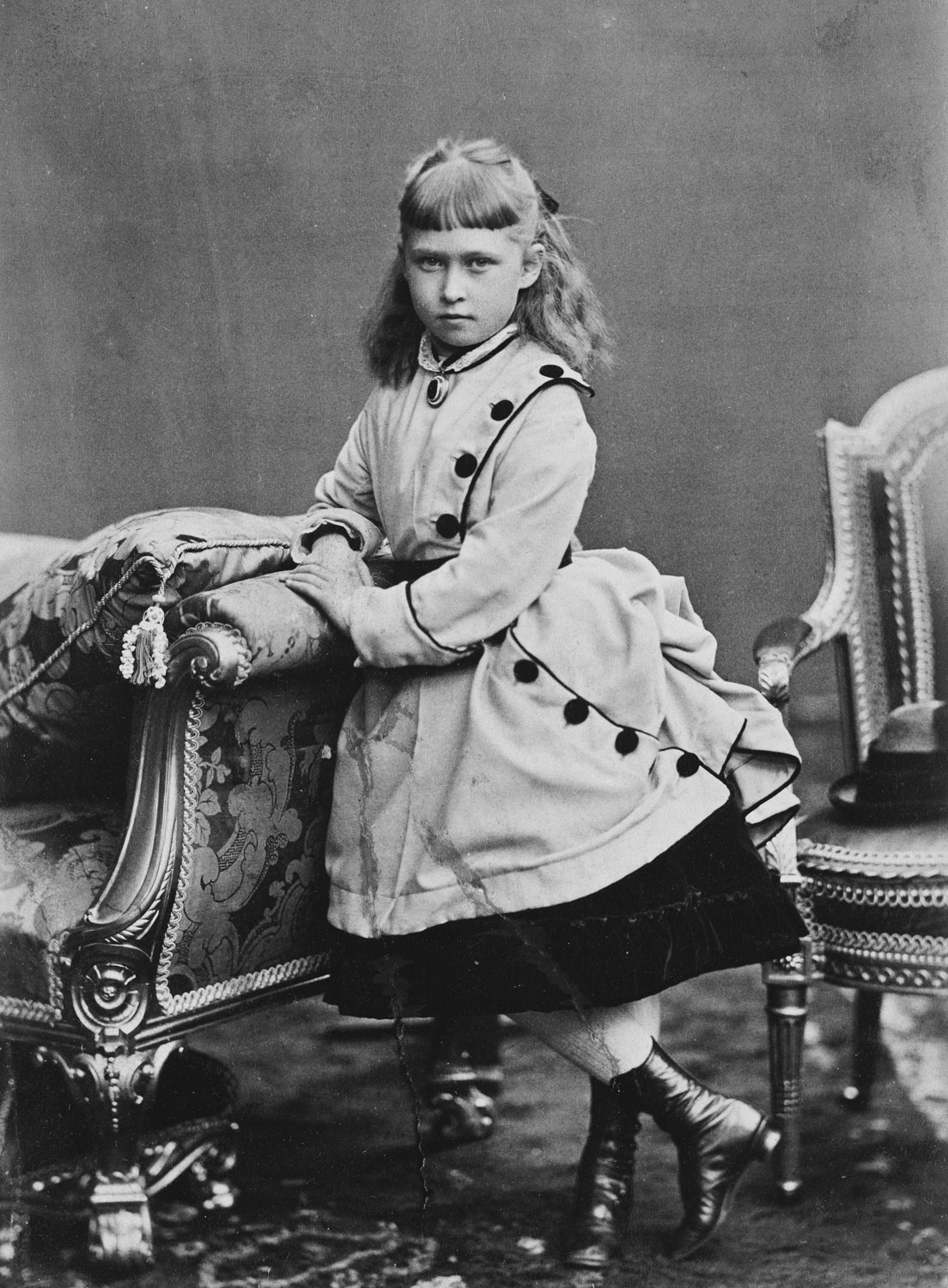
1873年

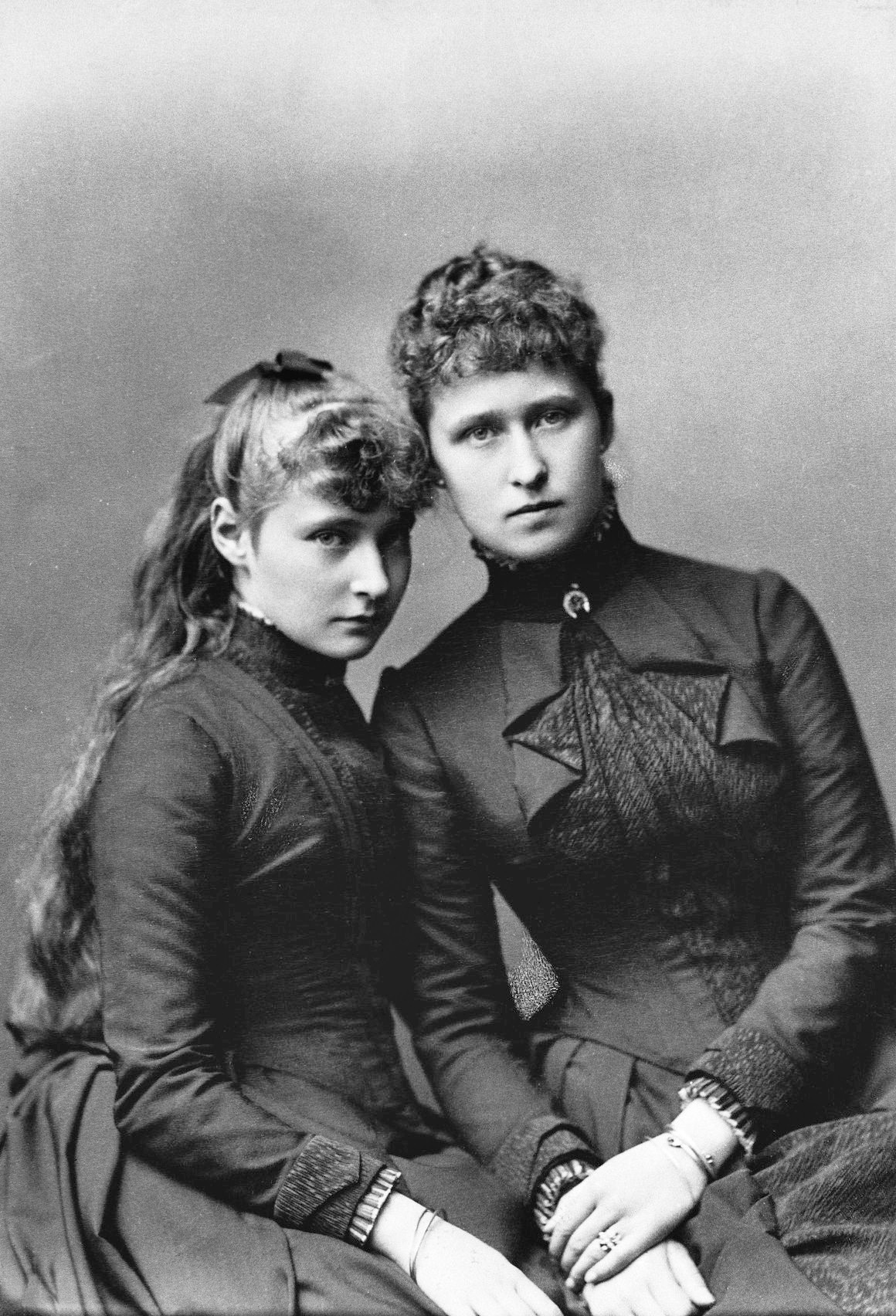
1885年、ともに血友病保因者であった妹アリックスとイレーネ

イレーネは快活で穏やかな性格の持ち主だったが、母アリスは彼女が他の娘たちに比べて容姿で見劣りすると感じており、姉のプロイセン王太子妃ヴィクトリア（後のドイツ皇后・皇太后）宛の手紙に「（イレーネは）器量がよくないの」と書き送っている。母の方針で大公女たちは中流家庭の子女並みに質素に育てられ、食生活はイギリス人の乳母の作るライスプディングと焼きリンゴが中心だった。大公女たちはケーキの焼き方やベッドメイキングといった家庭の主婦の仕事を教わる一方、君侯家の者として救貧や病院訪問といった慈善活動に対する義務感を持つよう言い聞かせられた。
1873年に弟フリードリヒが転落事故で血友病に起因する脳内出血を起こして急死すると、死んだ次男の墓へ参るのが母アリスの新たな習慣となり、同行する子供たちには陰鬱な恒例行事と化した。1878年の秋から冬にかけ、大公一家は次々とジフテリアに罹患し、末妹マリーと母アリスが命を落とした。祖母のヴィクトリア女王はアリスの遺児たちの母親代わりを務めようとし、イングランドに招いて休暇を一緒に過ごしたり、ガヴァネスに孫娘たちの教育や衣服の装いについて指示を出したりするなど、気を配った。イレーネは妹アリックスとともに、一番年若い母方叔母べアトリスと父方の親類バッテンベルク公子ハインリヒの結婚式でブライズメイドを任された。
イレーネは互いの母親が姉妹の従兄妹同士であるプロイセン王子ハインリヒと結婚した。婚礼は1888年5月24日、ベルリン・シャルロッテンブルク宮殿内礼拝堂で執り行われた。2人の孫の結婚について双方から何の相談も受けなかったヴィクトリア女王は不快感を露わにした。伯母で姑のヴィクトリア皇太后はイレーネのことを気に入っていたものの、彼女が見た目を気にせず妊娠した腹を布で隠そうとしない無思慮や、夫（である息子）ともども政治に無関心で新聞に目を通さないことを嘆いた。。ハインリヒ王子夫妻は愛情深い夫婦関係で結ばれ、親族たちからも「愛想よしの夫婦（The very Amiables / die sehr Liebenswürdigen）」と慕われ、3人の息子にも恵まれた。

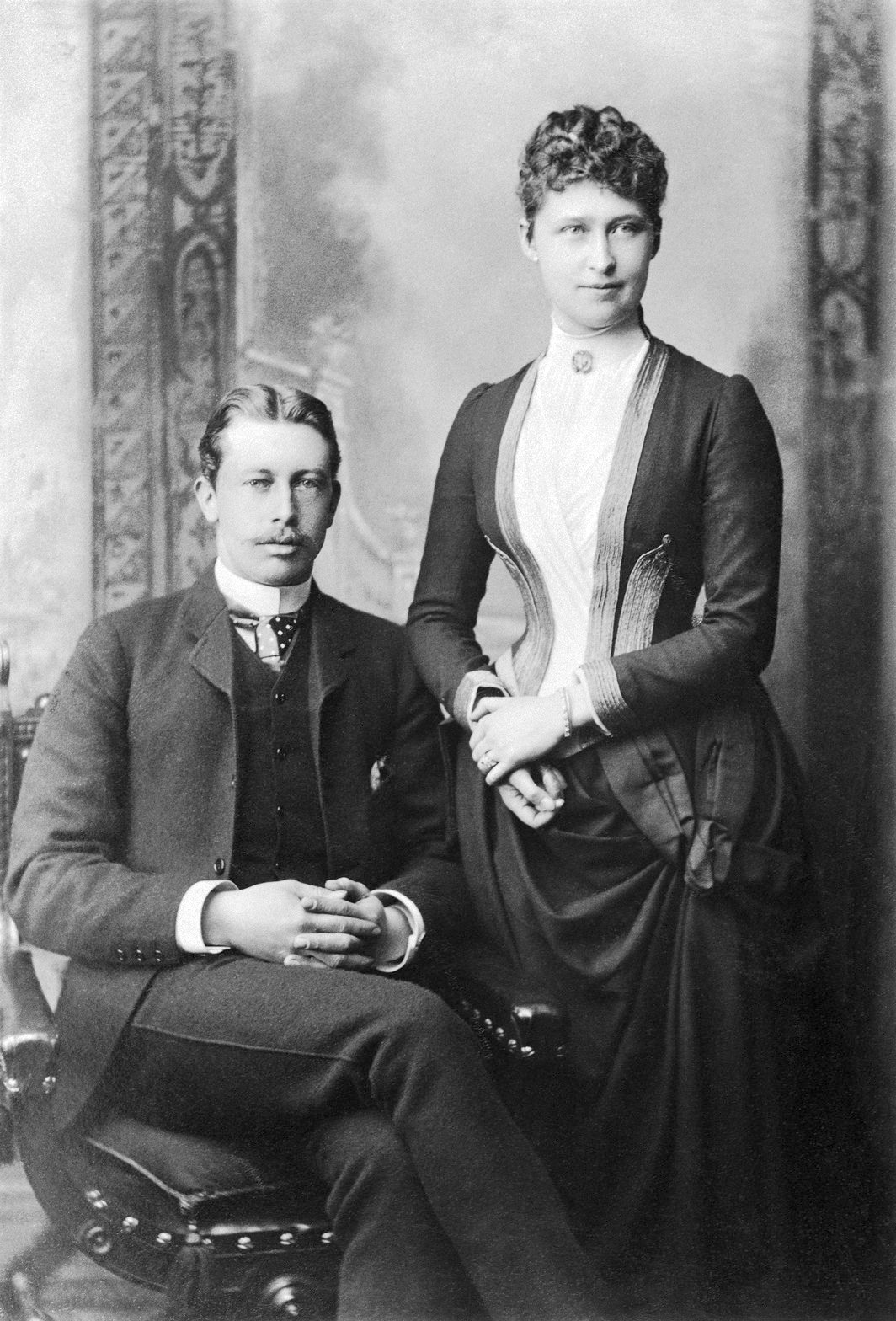
イレーネとプロイセン王子ハインリヒ、1887年
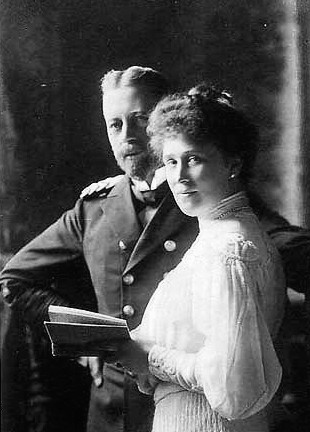
ハインリヒ王子夫妻
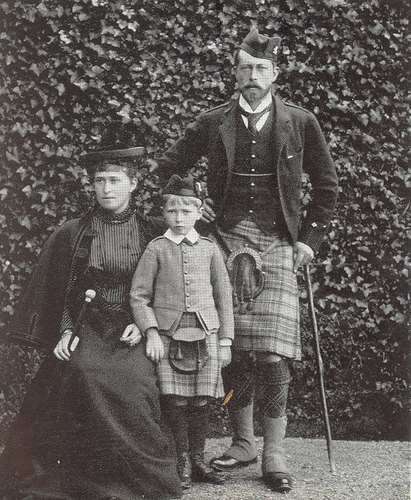
イレーネ、次男ジギスムント、ハインリヒ（1905年）

イレーネは典型的なヴィクトリア朝人として育ち、自分が不道徳とか不信心と見なす事柄には我慢がならない質だった。ロシアのセルゲイ大公に嫁いだ次姉エリーザベトが1891年にルター派信仰を捨てて夫と同じロシア正教に改宗したことに腹を立て、父ヘッセン大公宛の手紙で姉の決断を知って「わんわん泣きました」と書き送った。妹のアリックスがエリーザベトの夫の甥のロシア皇帝の妃となり、同じように正教信者になったことにも不満だったが、生来穏やかな性質のイレーネはきょうだい全員と温和な関係を保ち続けた。
1907年、イレーネは次姉エリーザベトの義理の姪で養い子のマリア大公女と、ヘッセン家の姉妹たちの幼馴染であるスウェーデン王妃ヴィクトリアの次男ヴィルヘルム王子との縁組をまとめた。マリアは回想録の中で、結婚をためらう彼女に対し、イレーネが婚約破棄は養母エリーザベトを「殺す」に等しい打撃を与えることになる、と圧力をかけてきて、不幸な結末に終わる結婚を承諾させたと述懐している。
イレーネは母や妹アリックス（そして叔母や従姉妹たち）と同じく血友病保因者であり、長男と三男は血友病を持って生まれた。長男ヴァルデマールの養育には細心の注意が払われた。三男ハインリヒが1904年2月に転倒事故で頭を打ち、血友病に起因する脳内出血を起こして4歳で死亡したことでイレーネは悲嘆にくれた。1912年10月、イレーネはポーランド・スパラの狩猟用城館で甥のロシア皇太子アレクセイが血友病の症状により命に関わる重篤な状態に陥った際、その母である妹のロシア皇后を懸命に支えた。イレーネと姉妹たちとの強い絆は第一次世界大戦によって断ち切られ、姉エリーザベト、妹アリックスとその家族はロシア革命後にボリシェヴィキに殺害された。
1929年に夫ハインリヒを、1945年の第二次世界大戦終戦直後に長男ヴァルデマールを亡くした。次男ジギスムントは1930年代から中米コスタリカに移住し、第二次大戦後もドイツに帰国しなかったため、イレーネはジギスムントの長女バルバラ（1920年 - 1994年）と養子縁組し、自分の遺産を相続させた。

## アンナ・アンダーソン

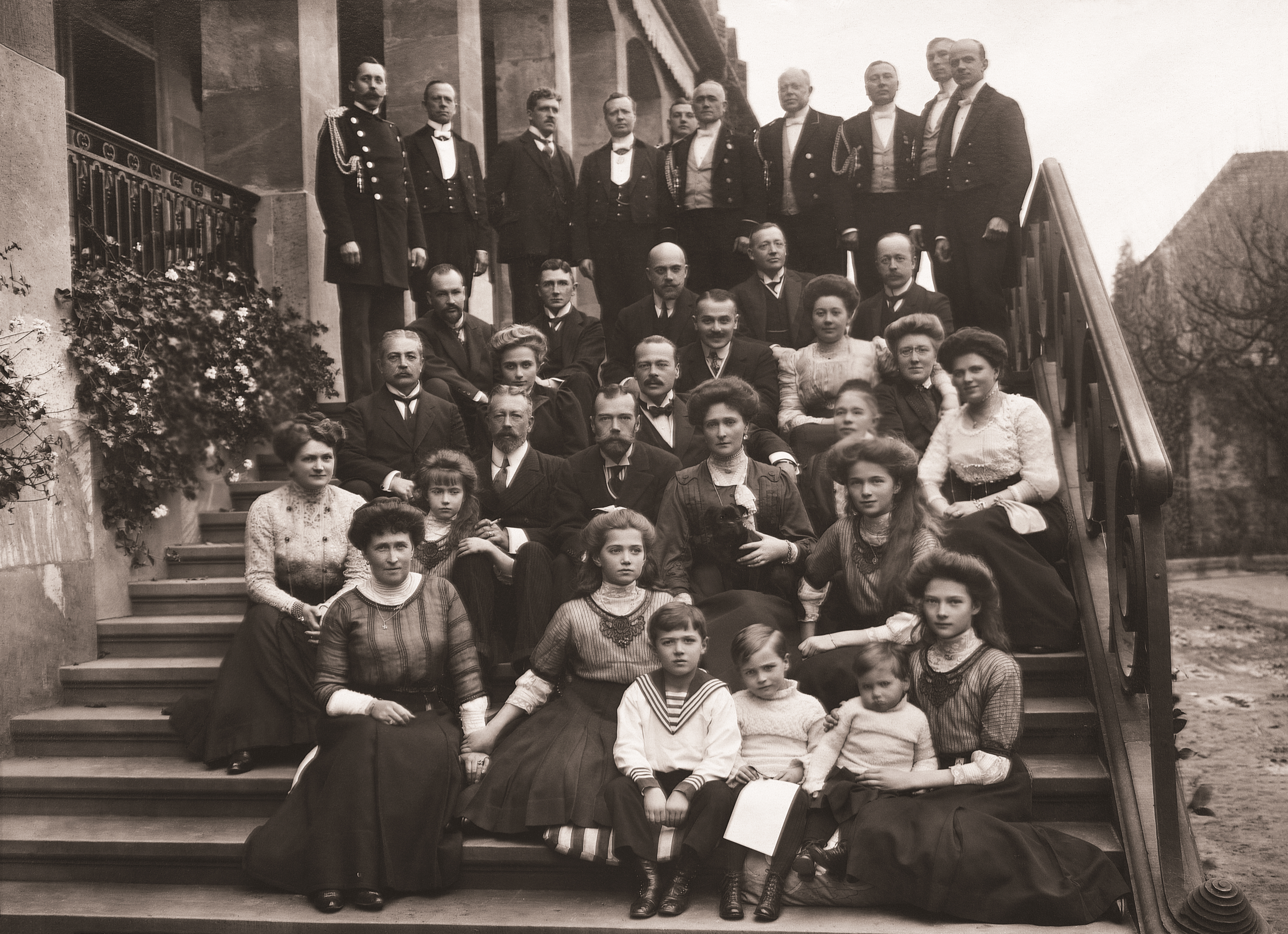
1910年、ヘッセン大公家の面々やニコライ二世一家と。イレーネは姪マリアと、彼女の夫ハインリヒは同じく姪アナスタシアに寄り添っている。

1920年代初頭、ベルリンに姪のロシア大公女アナスタシアを自称するアンナ・アンダーソンが現れると、イレーネは彼女に会いに行った。しかしアナスタシアと最後に顔を合わせたのは1913年であったため、アンダーソンが自分の姪でないかどうか判断できなかった。イレーネは次のように発言した：
| 「 | 「［彼女を］一目見るなり姪たちの一人ではなさそうだと思いました。ただ9年間も会っていないとはいえ、基本的な顔の特徴がこんなにも変わってしまうとは思えなかったのです。特に目の位置や耳［の形］などです…最初の印象では、むしろタチアナ大公女に似ているという印象を持ちました」 | 」 |

アナスタシアの父方叔母であるオリガ・アレクサンドロヴナ大公女は、イレーネの訪問について次のように発言した：
| 「 | 「あの面会は［身元判断には］不十分だったでしょう。しかしあの女［アンダーソン］の支持者たちは、イレーネ大公女は姪のことをよく知らないだとか、その他もろもろ［の難癖をつけてきます］」 | 」 |

ハインリヒ王子は、アンダーソンの話を聞くと妻イレーネがひどく取り乱すため、夫妻の面前でアンダーソンの名前を出すのを厳しく禁じた。一方、アンダーソン信奉者の作家ピーター・カースは、イレーネの次男ジギスムントが1930年代にアンダーソンと面会した際、一緒に過ごした幼い頃の記憶について尋ねると、アンダーソンが完全に正確に事実を指摘したと王子が認めた、と書いている。

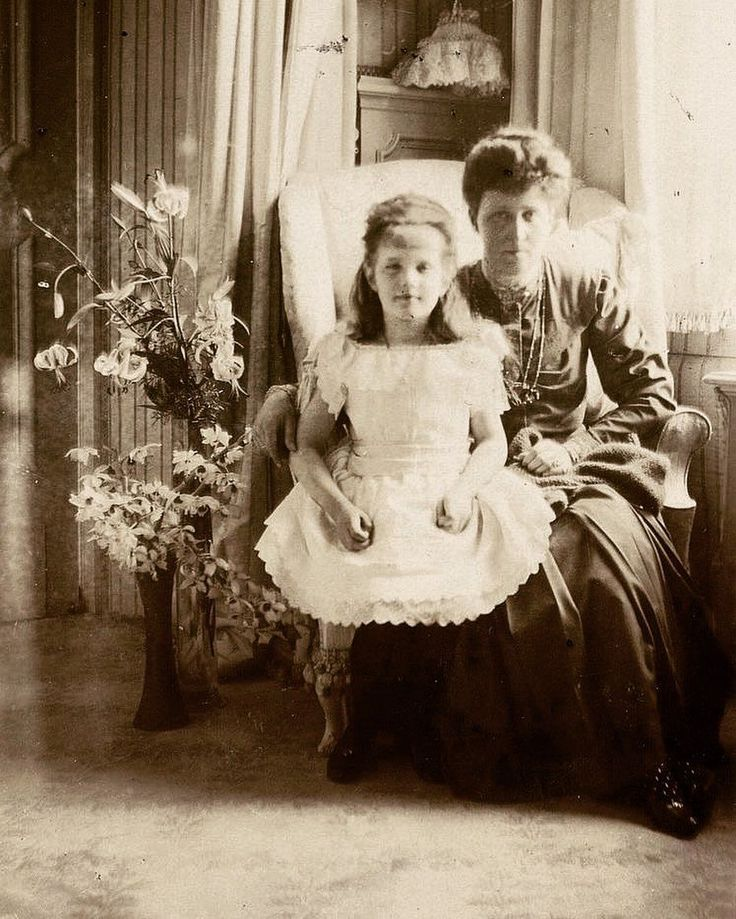
1907年、イレーネとアナスタシア

## 子女
- ヴァルデマール・ヴィルヘルム・ルートヴィヒ・フリードリヒ・ヴィクトル・ハインリヒ（1889年 - 1945年）- 1919年、リッペ侯女カリクスタと結婚
- ヴィルヘルム・ヴィクトル・カール・アウグスト・ハインリヒ・ジギスムント（1896年 - 1978年）- 1919年、ザクセン＝アルテンブルク公女シャルロッテ・アグネス（フランス語版）と結婚
- ハインリヒ・ヴィクトル・ルートヴィヒ・フリードリヒ（1900年 - 1904年）